# 宽萼苣苔属
宽萼苣苔属（学名：Chlamydoboea）是苦苣苔科下的一个属，为多年生、有茎草本植物。该属共有C. sinensis和C. connata两种，分布于缅甸和中国云南、四川、贵州及湖北。